# Valley Girl
Valley Girl is een Amerikaanse romantische filmkomedie uit 1983 onder regie van Martha Coolidge.

## Verhaal
Randy (Nicolas Cage) is een branieschopper uit de grote stad. Hij wordt verliefd op Julie Richman (Deborah Foreman), een meisje uit een goede buurt.

## Rolverdeling
- Nicolas Cage - Randy

| Acteur           | Personage     |
| ---------------- | ------------- |
| Deborah Foreman  | Julie Richman |
| Elizabeth Daily  | Loryn         |
| Michael Bowen    | Tommy         |
| Cameron Dye      | Fred Bailey   |
| Heidi Holicker   | Stacey        |
| Michelle Meyrink | Suzi Brent    |
| Tina Theberge    | Samantha      |
| Lee Purcell      | Beth Brent    |
| Colleen Camp     | Sarah Richman |
| Frederic Forrest | Steve Richman |
| David Ensor      | Skip          |